# Odocoileus lucasi
Az Odocoileus lucasi az emlősök (Mammalia) osztályának párosujjú patások (Artiodactyla) rendjébe, ezen belül a szarvasfélék (Cervidae) családjába és az őzformák (Capreolinae) alcsaládjába tartozó fosszilis faj.

## Rendszertani eltérés
1975-ben, Björn Kurtén átnevezte Navahoceros fricki-re, azonban ezt az átnevezést és áthelyezést a legtöbben elvetik.

## További információk

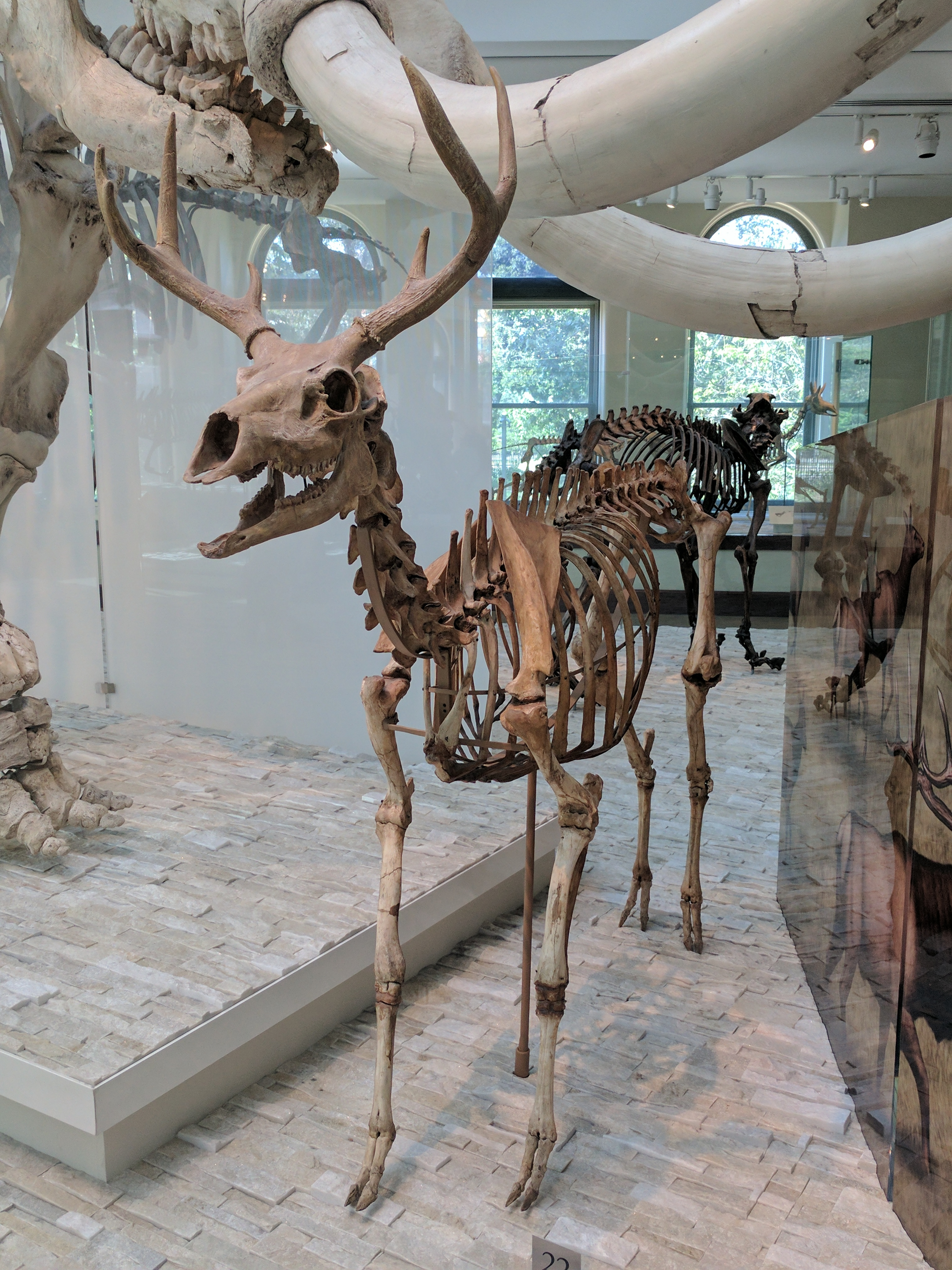
Egy példány szemből a Los Angeles-i múzeumban

## Előfordulása
Az Odocoileus lucasi az észak-amerikai Sziklás-hegységben élt a pleisztocén kor második felében. A maradványok alapján, korának egyik leggyakoribb szarvasfaja volt, és Új-Mexikó déli részén, körülbelül Kr.e. 11 500 -ig maradt fenn. Eme legkorábbi maradványokat a Guadalupe-hegységben lévő Burnet barlangban találták meg.

## Megjelenése
Az öszvérszarvasnak (Odocoileus hemionus) eme fosszilis rokona jóval nagyobb volt; becslések szerint 300 kilogrammos is lehetett. Amikor Hay, e szarvas első leírója kézbe vette a csontokat, először azt hitte, hogy egy vapitiról van szó. A pata és egyéb lábcsontok mérete megegyezik a Tule vapitiéval (Cervus canadensis nannodes). Későbbi kutatások azonban bebizonyították, hogy valójában egy Odocoileus-fajról van szó.

## Fordítás
- Ez a szócikk részben vagy egészben  az   American mountain deer című angol Wikipédia-szócikk ezen változatának fordításán alapul.  Az eredeti cikk szerkesztőit annak laptörténete sorolja fel. Ez a jelzés csupán a megfogalmazás eredetét és a szerzői jogokat jelzi, nem szolgál a cikkben szereplő információk forrásmegjelöléseként.